# Мужская сборная Франции по софтболу
Мужская национальная сборная Франции по софтболу — представляет Францию на международных софтбольных соревнованиях. Управляющей организацией является Федерация бейсбола и софтбола Франции (фр. Fédération Française de Baseball & Softball, англ. French Baseball Softball Federation).

## Результаты выступлений

### Чемпионаты Европы
| Год       | Победы         | Поражения      | Место          |
| --------- | -------------- | -------------- | -------------- |
| 1993      | не участвовали | не участвовали | не участвовали |
| 1995      |                |                | 6              |
| 1997—2018 | не участвовали | не участвовали | не участвовали |
| 2021      | 6              | 3              | 4              |